# Trinity Universe
 (janvier 2013).
Si vous disposez d'ouvrages ou d'articles de référence ou si vous connaissez des sites web de qualité traitant du thème abordé ici, merci de compléter l'article en donnant les références utiles à sa vérifiabilité et en les liant à la section « Notes et références ».
Trinity Universe est un jeu vidéo de rôle japonais développé par Idea Factory puis édité par NIS America en 2009 sur PlayStation 3.
Il s'agit d'un crossover mélangeant des personnages de Disgaea et de la série Atelier (du développeur japonais Gust).